# Gare de Nemegos
La  gare de Nemegos est une gare ferroviaire canadienne, située au lieu-dit Nemegos (en) sur le territoire de la partie non organisée du nord District de Sudbury dans la province de l'Ontario.
C'est une station lorsqu'elle est créée, vers 1890, par le Canadien Pacifique.
C'est un point d'arrêt Via Rail Canada desservie par le train Sudbury-White River.

## Situation ferroviaire
Établie à 436 mètres d'altitude, l'arrêt de Nemegos est situé au point kilométrique (PK) 249 de la ligne de Sudbury à White River, entre les arrêts de Kinogama et de Devon. Cette infrastructure est une section de la principale ligne transcontinentale du Canadien Pacifique.

## Histoire
Le Canadien Pacifique construit en 1885 une ligne vers l'ouest du pays. Dans le Nord de l'Ontario lorsqu'il construit la division de Cartier à Chapleau il sectionne la ligne, en sections d'environ 20 milles (environ 32 kilomètres), avec l'installation de stations. Près du lac Nemegosenda (de), sont créés, vers 1890, une station et un village d'environ 20 habitants, qui prennent le nom de Nemegos. La station du chemin de fer comporte notamment un bâtiment et un château d'eau.
Le village créé par l'arrivée du chemin de fer va se développer avec notamment des colons principalement Finlandais, permettant l'ouverture d'un bureau de poste en 1916. C'est après la construction d'un moulin à bois qu'il atteint son maximum de population avec une centaine d'habitants, ce qui engendre l'ouverture d'une école et d'un hôtel. La fermeture du moulin vers 1940, puis un grand incendie de forêt sont l'amorce du déclin du village qui n'a plus que 25 habitants lors de la fermeture du magasin en 1966. Une partie des maisons est encore occupée mais uniquement à la belle saison, les autres sont détruites pour récupérer le bois ou par incendie. La station perd également ses voyageurs, dans les années 1970 le bâtiment est détruit et le château d'eau disparaît vers 1990.
Depuis, la halte dessert un village constitué d'un habitat saisonnier et dispersé avec uniquement deux à trois maisons habitées toute l'année.

## Service des voyageurs

### Accueil
Halte voyageurs, c'est un point d'arrêt non géré (PANG) à accès libre. le train ne s'arrête qu'à la demande.

### Desserte
Negemos est desservie par le train Sudbury-White River de Via Rail Canada. Le train passe à l'arrêt six fois par semaine : les mardi, jeudi et samedi, son passage est à 13h05 venant de Sudbury il se dirige vers White River ; les mercredi, vendredi et dimanche, son passage est à 13h45, venant de White River il se dirige vers Sudbury.

### Intermodalité
Il n'y a pas de services, une route franchit la voie à proximité de l'arrêt.